# Goran Paskaljević
Goran Paskaljević, cyr. Горан Паскаљевић (ur. 22 kwietnia 1947 w Belgradzie, zm. 25 września 2020 w Paryżu) – serbski reżyser i scenarzysta filmowy.

## Życiorys
Ukończył reżyserię na Wydziale Filmowym i Telewizyjnym Akademii Sztuk Scenicznych w Pradze. Nakręcił wiele filmów dokumentalnych i produkcji telewizyjnych dla RTV Beograd. Pierwszym jego filmem fabularnym był nakręcony w 1976 roku Stróż plaży w sezonie zimowym (Čuvar plaže u zimskom periodu). Nakręcił ponad 30 filmów dokumentalnych i 13 fabularnych.
Goran Paskaljević był laureatem wielu nagród filmowych, m.in.:
- 1976 – Berlinale – Nagroda Specjalna za film Stróż plaży w sezonie zimowym
- 1992 – MFF w Wenecji – Nagroda Publiczności za film Tango argentino
- 1998 – MFF w Wenecji – Nagroda Międzynarodowej Federacji Krytyki Filmowej (FIPRESCI) za film Beczka prochu
- 1998 – Europejska Nagroda Filmowa – Nagroda Międzynarodowej Federacji Krytyki Filmowej (FIPRESCI) za film Beczka prochu
- 2004 – MFF w San Sebastián – Nagroda Specjalna Jury i Nagroda Specjalna SIGNIS za film Sen nocy zimowej

## Filmografia
- 1976: Stróż plaży w sezonie zimowym (Чувар плаже у зимском периоду)
- 1977: Pies, który lubił pociągi (Пас који је волео возове)
- 1979: Земаљски дани теку
- 1980: Kuracja specjalna (Посебан третман)
- 1982: Сутон
- 1984: Kapryśne lato 68 (Варљиво лето '68)
- 1987: Anioł stróż (Анђео чувар)
- 1989: Czas cudów (Време чуда)
- 1992: Tango argentino (Танго аргентино)
- 1995: To nie moja Ameryka (Туђа Америка)
- 1998: Beczka prochu (Буре барута)
- 2002: Jak Harry stał się drzewem (Како је Хари постао дрво)
- 2004: Sen nocy zimowej (Сан зимске ноћи)
- 2006: Optymiści (Оптимисти)
- 2009: Miesiąc miodowy (Медени месец)
- 2012: Kiedy wstanie dzień (Кад сване дан)